# オッズパークグランプリ
オッズパークグランプリとは2007年から2014年まで地方競馬において持ち回りで開催されていた全国交流競走（平地競走）である。

## 概要
オッズパーク株式会社の特別協賛による競走。同社は地方競馬の電話投票システムを運営する企業で、ほかにもオッズパーク・ファンセレクションin笠松とばんえい十勝オッズパーク杯という重賞競走に協賛している。本競走は第1回を除き重賞競走として施行しているが、ダートグレードなどの格付はされていない。
出走条件はサラブレッド系3歳以上。2008年からジャパンネット銀行（JNB）の協賛により全国の地方競馬場で地区予選に当たる「JNBシリーズ」が行われ、それぞれ上位に入賞した馬に本競走への優先出走権が与えられる。シリーズが行われない地区については各主催者の推薦により出走馬を選定する。

### 優勝賞金・副賞
優勝賞金は1000万円。
2008年からは社台スタリオンステーションの協賛により、副賞として優勝馬の馬主に特定種牡馬の次年度種付権が贈られる（以下参照）。
各年度の対象種牡馬
2008年・2009年：フジキセキ
2010年・2011年：ゴールドアリュール
2013年：ネオユニヴァース
2014年：ルーラーシップ

### 2007年
距離は水沢競馬場ダート1600メートル。この年のみアラブ系競走馬も出走可能とされた。トライアル競走として赤松杯（オープン特別競走・東日本地区交流）が行われ上位2頭に優先出走権が与えられたほか、佐賀競馬場と高知競馬場でもトライアル競走が行われた。加えて下級条件馬のタイガーマスクがオッズパークの推薦馬として出走を予定していたが、疾病のため競走除外となった。

### 2008年
福山競馬場ダート1250メートルで開催。福山競馬場でサラブレッドの全国交流競走が開催されるのは史上初。この年から重賞競走となった。なお、本競走の優勝賞金は福山大賞典（400万円）を上回る2008年度の福山競馬場最高賞金競走であった。
JNBシリーズ（後述）を勝ち抜いた8頭が指定馬となり、福山競馬のトライアル競走は上位2頭が優先出走権を得る。またホッカイドウ競馬、南関東4競馬場から推薦された2頭、全国枠として推薦された1頭が出走する。ただし、最大出走頭数は10頭以内である。
レース開催節には「七夕祭りinふくやまけいば」と題して、北海道のばん馬によるそり実演などのイベントが開催された。またレース当日は多くのアンダーカードの特別競走が行われ、第8Rの馬券ブレイク特別では俳優の嶋大輔がプレゼンターを務めた。

### 2009年以降
2009年は園田競馬場、2010年は名古屋競馬場、2011年は佐賀競馬場、2013年・2014年は笠松競馬場で開催（全てダート1400ｍ）。また、2011年と2013年はラブミーチャンが初の連覇達成。さらに2013年は福永祐一騎手がJRA所属騎手として初制覇した。
2014年の開催を最後に休止されている。

### JNBシリーズ
ジャパンネット銀行協賛。シリーズはポイント制で争われる。対象競走の数は地区により異なり複数競走が行われる場合は、獲得したポイントの合計で順位を決定する。上位の着順ほど高ポイントが付与される。夏開催だった2008年から2010年のみ実施。
| 所属   | 2008年             | 2009年                          | 2010年             |
| ------ | ------------------ | ------------------------------- | ------------------ |
| 岩手   | ダイワフォーチュン | フリーモア                      | ベルモントギルダー |
| 金沢   | ナムラカイソク     | 未開催                          | 未開催             |
| 笠松   | マルヨスポット     | ケイアイカルディナ              | エーシンアクセラン |
| 名古屋 | トーホウクローネ   | センゲンゴロー                  | シルバーウインド   |
| 兵庫   | ノーモアウオー     | ドリカムジャガー                | アルドラゴン       |
| 福山   | アブソルートウイン | フロントダッシュ ナムラベンケイ | フジノアリオン     |
| 高知   | マリスブラッシュ   | セトノヒット                    | グッドヘラクレス   |
| 佐賀   | シルクエレメント   | エフケーフィル                  | コスモシェアト     |
| 荒尾   | ケイウンヘイロー   | タニノウィンザー                | ペプチドジャスパー |

## 歴代優勝馬
- 走路はすべてダート。
- 「R(赤文字タイム)」はコースレコード。

| 回数  | 施行日         | 競馬場 | 距離  | 優勝馬             | 性齢 | 所属 | タイム  | 優勝騎手 | 管理調教師 |
| ----- | -------------- | ------ | ----- | ------------------ | ---- | ---- | ------- | -------- | ---------- |
| 第1回 | 2007年11月12日 | 水沢   | 1600m | テンショウボス     | 牡4  | 岩手 | R1:38.5 | 小林俊彦 | 佐々木修一 |
| 第2回 | 2008年7月7日   | 福山   | 1250m | マルヨスポット     | 牡7  | 笠松 | R1:19.6 | 尾島徹   | 柴田高志   |
| 第3回 | 2009年7月16日  | 園田   | 1400m | マルヨフェニックス | 牡5  | 笠松 | 1:26.9  | 尾島徹   | 柴田高志   |
| 第4回 | 2010年7月15日  | 名古屋 | 1400m | アルドラゴン       | 牡9  | 兵庫 | 1:26.7  | 田中学   | 田中範雄   |
| 第5回 | 2011年12月5日  | 佐賀   | 1400m | ラブミーチャン     | 牝4  | 笠松 | 1:26.6  | 濱口楠彦 | 柳江仁     |
| 第6回 | 2013年2月28日  | 笠松   | 1400m | ラブミーチャン     | 牝6  | 笠松 | 1:24.5  | 福永祐一 | 柳江仁     |
| 第7回 | 2014年2月28日  | 笠松   | 1400m | エプソムアーロン   | 牡10 | 高知 | R1:23.8 | 下原理   | 雑賀正光   |